# Ordona
Ordona és un municipi italià, situat a la regió de la Pulla i a la província de Foggia. L'any 2009 tenia 2.656 habitants. Limita amb els municipis d'Ascoli Satriano, Carapelle, Foggia, Orta Nova i Cerignola.
Es troba 20 kilòmetres al sud de Foggia i dins la línia ferroviària Foggia-Potenza, situat als turons de Tavoliere, on hi ha els jaciments de l'antiga Herdònia.

## Història

### Època romana
Prop de la ciutat romana d'Herdònia Arxivat 2010-10-03 a Wayback Machine. es van lliurar dues grans batalles entre els romans i les tropes cartagineses d'Aníbal els anys 212 aC i 210 aC, durant la Segona Guerra Púnica.
Aníbal, que en aquells moments dominava el territori entre les actuals Pulla i Campània, després d'aconseguir vèncer als romans a Cannes (216 aC) i Herdonea (212 aC), el 211 aC va intentar sense èxit moure les seves tropes per a setjar Roma.
Per la seva lleialtat a la República de Roma i oposició a Cartago, Herdònia va ser cremada i destruïda per ordres d'Aníbal després de la Segona Batalla (210 aC).
Només després de 89 aC va ser refundada com a municipi de Roma.
La ciutat conegué la seva màxima esplendor i prosperitat durant l'Imperi Romà gràcies a la construcció de la via Trajana i de la successiva via Herdonitana (que la comunicava amb Venosa). Entre els segles I i IV dC Herdonia esdevé un gran centre de trànsit i de comerç del blat del Tavoliere.
Com a testimoni d'això encara avui es troben les restes del nucli neuràlgic de la ciutat romana: les ruïnes del Fòrum, de la basílica, de l'amfiteatre, del mercat (macèl·lum), de les termes, de les tavernes i de nombrosos magatzems de dipòsit del gran (les horrae) al llarg de la via Trajana.
Després del terratrèmol que el 346 dC va sacsejar Irpinia i Sannio i que l'afectà en part, molts edificis ja no foren restaurats i foren reconvertits en altres ússos: així, el centre de la ciutat es va traslladar del fòrum a les zones veïnes a la via Trajana.
Dels segles V a VII la ciutat restà com a centre de menor importància, com ho mostren les troballes d'aquest període.

### Edat mitjana
Amb l'arribada del cristianisme a Itàlia hi ha el testimoni a Herdònia de la presència de dos màrtirs d'Àfrica del Nord, els sants Donat i Fèlix. Immediatament després de la caiguda de l'Imperi Romà d'Occident, les fonts l'acrediten com a seu episcopal. Així va romandre durant molt de temps sota la protecció d'un bisbe, una figura administrativa de referència per als nous governants de l'època i que compensà pel prestigi, aleshores perdut, de la civitas romana.
Durant l'edat mitjana va rebre diferents noms (Aerdonia, Erdonia, Ardonia, Ardona, o Herdoniae), segons es desprèn dels nombrosos documents medievals i del segle xviii.
Sembla que va sobreviure als atacs dels ostrogots de Totila (segle vi) i a la invasió de l'emperador romà d'Orient Constant II, i durant el segle vii s'enfrontaren als llombards de la Capitanata.
La difícil situació política i econòmica medieval va transformar la vila, de manera que va tenir un caràcter més rural. Això va donar lloc a la dispersió parcial de la població des del centre cap a la rodalia. Moltes de les estructures romanes, com tavernes i termes van ser reconvertides entre els segles vi i vii amb finalitats residencials, mentre que l'amfiteatre va ser ocupat pel cementiri.
Al final de l'alta edat mitjana la ciutat es va reduir encara més, i el seu territori fou invadit pels boscos i camps de conreu. Durant el període de Frederic II es va revisar una construcció religiosa normanda del XI (castellum) i reconvertida en domus imperial. Això va permetre una repoblació parcial del territori. La vila medieval d'Herdònia fou abandonada definitivament entre els segles XIV-XV.

### L'actual Ordona
Entre els segles xvii i xviii començà el reassentament de l'actual ciutat a una zona contigua a l'antiga ciutat. Sobre el lloc que naixerà l'actual ciutat d'Ordona es va crear una hisenda agrícola dels jesuïtes i posteriorment una de les colònies conegudes com a Cinc indrets reials impulsades per Ferran IV de Borbó per a repoblar els turons meridionals.

## Administració
| Període | Identitat              | Partit        |
| ------- | ---------------------- | ------------- |
| 2010-   | Rocco Settimio Formoso | Llista Cívica |